# პ
Das Par (პ) ist der 15. Buchstabe des georgischen Alphabets. Der Buchstabe stellt den Laut [pʼ] dar und wird im Deutschen mit dem Buchstaben P transkribiert.
Heute wird im Mchedruli-Alphabet nur noch das პ verwendet. Im historischen Chutsuri-Alphabet gab es noch den Großbuchstaben Ⴎ; das kleingeschriebene Pendant dazu war das ⴎ.
Es war dem Zahlenwert 80 zugeordnet.

## Zeichenkodierung
Das Par ist in Unicode an den Codepunkten U+10DE (Mchedruli) bzw. U+10AE (Chutsuri-Großbuchstabe) und U+2D0E (Chutsuri-Kleinbuchstabe) zu finden.